# Hahncappsia fordi
Hahncappsia fordi là một loài bướm đêm trong họ Crambidae.